# Chaetanthera pentacaenoides
Chaetanthera pentacaenoides là một loài thực vật có hoa trong họ Cúc. Loài này được (Phil.) Hauman mô tả khoa học đầu tiên năm 1918.